# Нове (Мологівська сільська громада)
Нове́ — село Мологівської сільської громади, Білгород-Дністровський район Одеської області, Україна. Населення становить 17 осіб.

## Населення
Згідно з переписом 1989 року населення села, яке тоді входило до складу Андріївської сільської ради, становило 43 особи, з яких 18 чоловіків та 25 жінок.
За переписом населення 2001 року в селі мешкало 17 осіб.

### Мова
Розподіл населення за рідною мовою за даними перепису 2001 року:
| Мова       | Відсоток |
| ---------- | -------- |
| українська | 82,35 %  |
| російська  | 11,76 %  |
| білоруська | 5,88 %   |